# Chrysostome II d'Athènes
Chrysostome II (né en 1880 à Aydın en Asie mineure sous le nom de Thémistocle Chatzistavrou, mort en 1968) fut primat de l'Église orthodoxe grecque du 14 février 1962 au 11 mai 1967.